# Герб Христинівського району
Герб Христинівського району — офіційний символ Христинівського району, затверджений 21 жовтня 2009 р. рішенням сесії районної ради.

## Опис
Щит поділений стилізованим хрестом на чотири частини: першу лазурову, другу зелену, третю золоту, четверту пурпурову. Щит обрамлено декоративним картушем і увінчано стрічкою з написом "Христинівський район".